# Liste der Länder nach Wirtschaftsstruktur
Folgende Liste der Länder nach Wirtschaftsstruktur sortiert Länder nach dem Anteil der drei Wirtschaftssektoren an der gesamten Wertschöpfung (Bruttoinlandsprodukt). Es wird dabei von der Drei-Sektoren-Hypothese der Volkswirtschaftslehre ausgegangen. Aus der Verteilung der Sektoren lässt sich schließen, ob eine Volkswirtschaft konsumorientiert, produktionsorientiert oder noch landwirtschaftsorientiert ist.

## Liste
Folgende Liste sortiert Länder nach ihrer Wirtschaftsstruktur. Die Länder sind nach alphabetischer Reihenfolge sortiert. Tabelle ist sortierbar. Quelle ist die Weltbank.
| Land                         | Anteil des Landwirtschaftssektor in Prozent des BIP | Anteil des Industriesektor in Prozent des BIP | Anteil des Dienstleistungssektor in Prozent des BIP | Jahr |
| ---------------------------- | --------------------------------------------------- | --------------------------------------------- | --------------------------------------------------- | ---- |
| Afghanistan                  | 21,9 %                                              | 22,7 %                                        | 55,4 %                                              | 2016 |
| Ägypten                      | 11,9 %                                              | 32,9 %                                        | 55,2 %                                              | 2016 |
| Albanien                     | 23,0 %                                              | 23,8 %                                        | 53,2 %                                              | 2016 |
| Algerien                     | 12,9 %                                              | 36,2 %                                        | 50,9 %                                              | 2016 |
| Angola                       | 10,2 %                                              | 61,4 %                                        | 28,4 %                                              | 2015 |
| Äquatorialguinea             | 2,7 %                                               | 54,0 %                                        | 43,3 %                                              | 2016 |
| Argentinien                  | 7,6 %                                               | 26,7 %                                        | 65,8 %                                              | 2016 |
| Armenien                     | 17,8 %                                              | 27,5 %                                        | 54,7 %                                              | 2016 |
| Aserbaidschan                | 6,0 %                                               | 51,7 %                                        | 42,3 %                                              | 2016 |
| Äthiopien                    | 37,2 %                                              | 21,3 %                                        | 41,5 %                                              | 2016 |
| Australien                   | 2,6 %                                               | 24,3 %                                        | 73,1 %                                              | 2016 |
| Bahamas                      | 1,7 %                                               | 13,7 %                                        | 84,6 %                                              | 2015 |
| Bahrain                      | 0,3 %                                               | 40,3 %                                        | 58,5 %                                              | 2015 |
| Bangladesch                  | 14,8 %                                              | 28,8 %                                        | 56,5 %                                              | 2016 |
| Barbados                     | 1,7 %                                               | 11,3 %                                        | 87,0 %                                              | 2014 |
| Belgien                      | 0,7 %                                               | 22,3 %                                        | 77,0 %                                              | 2016 |
| Belize                       | 10,9 %                                              | 18,0 %                                        | 71,1 %                                              | 2016 |
| Benin                        | 25,6 %                                              | 23,4 %                                        | 51,1 %                                              | 2016 |
| Bhutan                       | 16,4 %                                              | 42,2 %                                        | 41,4 %                                              | 2016 |
| Bolivien                     | 13,7 %                                              | 31,0 %                                        | 55,4 %                                              | 2016 |
| Bosnien und Herzegowina      | 7,8 %                                               | 27,9 %                                        | 64,3 %                                              | 2016 |
| Botswana                     | 2,4 %                                               | 33,2 %                                        | 64,3 %                                              | 2015 |
| Brasilien                    | 5,2 %                                               | 22,7 %                                        | 72,0 %                                              | 2016 |
| Brunei                       | 1,2 %                                               | 57,3 %                                        | 41,5 %                                              | 2016 |
| Bulgarien                    | 4,4 %                                               | 28,0 %                                        | 67,6 %                                              | 2016 |
| Burkina Faso                 | 32,6 %                                              | 22,2 %                                        | 45,2 %                                              | 2016 |
| Burundi                      | 39,8 %                                              | 16,6 %                                        | 43,7 %                                              | 2016 |
| Chile                        | 4,3 %                                               | 31,3 %                                        | 64,4 %                                              | 2016 |
| Volksrepublik China          | 8,6 %                                               | 39,8 %                                        | 51,6 %                                              | 2016 |
| Costa Rica                   | 5,5 %                                               | 21,5 %                                        | 73,0 %                                              | 2016 |
| Dänemark                     | 1,4 %                                               | 23,7 %                                        | 75,0 %                                              | 2016 |
| Deutschland                  | 0,6 %                                               | 30,3 %                                        | 69,1 %                                              | 2016 |
| Dominikanische Republik      | 6,1 %                                               | 26,1 %                                        | 67,9 %                                              | 2016 |
| Dschibuti                    | 2,9 %                                               | 20,8 %                                        | 76,3 %                                              | 2016 |
| Ecuador                      | 10,4 %                                              | 33,4 %                                        | 56,1 %                                              | 2016 |
| El Salvador                  | 11,0 %                                              | 26,5 %                                        | 62,5 %                                              | 2016 |
| Elfenbeinküste               | 21,2 %                                              | 33,4 %                                        | 45,3 %                                              | 2016 |
| Eritrea                      | 12,1 %                                              | 29,4 %                                        | 58,5 %                                              | 2016 |
| Estland                      | 2,9 %                                               | 26,7 %                                        | 70,4 %                                              | 2016 |
| Fidschi                      | 11,3 %                                              | 18,1 %                                        | 70,7 %                                              | 2015 |
| Finnland                     | 2,5 %                                               | 26,9 %                                        | 70,6 %                                              | 2016 |
| Frankreich                   | 1,5 %                                               | 19,4 %                                        | 79,2 %                                              | 2016 |
| Gabun                        | 5,3 %                                               | 47,9 %                                        | 46,8 %                                              | 2016 |
| Gambia                       | 17,8 %                                              | 13,4 %                                        | 68,8 %                                              | 2016 |
| Georgien                     | 9,3 %                                               | 25,4 %                                        | 65,4 %                                              | 2016 |
| Ghana                        | 19,6 %                                              | 28,2 %                                        | 52,2 %                                              | 2016 |
| Griechenland                 | 4,0 %                                               | 15,8 %                                        | 80,2 %                                              | 2016 |
| Guatemala                    | 10,7 %                                              | 26,7 %                                        | 62,6 %                                              | 2016 |
| Guinea                       | 20,2 %                                              | 36,9 %                                        | 42,9 %                                              | 2016 |
| Guinea-Bissau                | 43,7 %                                              | 13,7 %                                        | 42,7 %                                              | 2013 |
| Guyana                       | 18,5 %                                              | 29,0 %                                        | 52,4 %                                              | 2016 |
| Haiti                        | 21,5 %                                              | 20,3 %                                        | 58,2 %                                              | 2016 |
| Honduras                     | 13,5 %                                              | 28,2 %                                        | 58,3 %                                              | 2016 |
| Hongkong                     | 0,0 %                                               | 7,3 %                                         | 92,7 %                                              | 2015 |
| Indien                       | 17,4 %                                              | 28,8 %                                        | 53,8 %                                              | 2016 |
| Indonesien                   | 13,5 %                                              | 39,3 %                                        | 43,7 %                                              | 2016 |
| Irak                         | 5,6 %                                               | 45,1 %                                        | 49,3 %                                              | 2016 |
| Iran                         | 10,8 %                                              | 24,5 %                                        | 55,4 %                                              | 2015 |
| Irland                       | 1,0 %                                               | 41,5 %                                        | 57,5 %                                              | 2016 |
| Island                       | 5,9 %                                               | 20,4 %                                        | 73,7 %                                              | 2016 |
| Israel                       | 1,1 %                                               | 27,3 %                                        | 71,6 %                                              | 2016 |
| Italien                      | 2,1 %                                               | 24,1 %                                        | 73,8 %                                              | 2016 |
| Jamaika                      | 7,9 %                                               | 23,0 %                                        | 69,1 %                                              | 2016 |
| Japan                        | 1,1 %                                               | 28,9 %                                        | 70,0 %                                              | 2015 |
| Jemen                        | 9,8 %                                               | 48,1 %                                        | 42,2 %                                              | 2016 |
| Jordanien                    | 4,3 %                                               | 28,0 %                                        | 66,8 %                                              | 2016 |
| Kambodscha                   | 26,7 %                                              | 31,7 %                                        | 41,6 %                                              | 2016 |
| Kamerun                      | 22,8 %                                              | 28,5 %                                        | 48,7 %                                              | 2015 |
| Kanada                       | 1,6 %                                               | 27,7 %                                        | 70,7 %                                              | 2016 |
| Kap Verde                    | 10,0 %                                              | 19,4 %                                        | 70,6 %                                              | 2016 |
| Kasachstan                   | 4,8 %                                               | 33,5 %                                        | 61,7 %                                              | 2016 |
| Katar                        | 0,2 %                                               | 51,9 %                                        | 47,6 %                                              | 2016 |
| Kenia                        | 35,6 %                                              | 19,0 %                                        | 45,4 %                                              | 2016 |
| Kirgisistan                  | 14,9 %                                              | 29,2 %                                        | 55,9 %                                              | 2016 |
| Kolumbien                    | 7,1 %                                               | 32,6 %                                        | 60,3 %                                              | 2016 |
| Demokratische Republik Kongo | 21,1 %                                              | 32,7 %                                        | 46,3 %                                              | 2016 |
| Republik Kongo               | 8,7 %                                               | 50,2 %                                        | 41,1 %                                              | 2016 |
| Kroatien                     | 4,0 %                                               | 26,5 %                                        | 69,5 %                                              | 2016 |
| Kuba                         | 3,9 %                                               | 23,0 %                                        | 72,2 %                                              | 2016 |
| Kuwait                       | 0,6 %                                               | 51,1 %                                        | 48,3 %                                              | 2015 |
| Laos                         | 19,5 %                                              | 32,5 %                                        | 48,0 %                                              | 2016 |
| Lesotho                      | 5,7 %                                               | 32,0 %                                        | 62,3 %                                              | 2015 |
| Lettland                     | 3,2 %                                               | 21,9 %                                        | 74,9 %                                              | 2016 |
| Libanon                      | 5,7 %                                               | 24,0 %                                        | 69,4 %                                              | 2016 |
| Liberia                      | 34,2 %                                              | 13,0 %                                        | 52,8 %                                              | 2016 |
| Libyen                       | 1,9 %                                               | 43,2 %                                        | 54,9 %                                              | 2016 |
| Litauen                      | 3,3 %                                               | 28,7 %                                        | 68,0 %                                              | 2016 |
| Luxemburg                    | 0,2 %                                               | 12,4 %                                        | 87,4 %                                              | 2016 |
| Macau                        | 0,0 %                                               | 10,5 %                                        | 89,5 %                                              | 2015 |
| Madagaskar                   | 24,4 %                                              | 19,1 %                                        | 56,4 %                                              | 2016 |
| Malawi                       | 28,3 %                                              | 16,0 %                                        | 55,8 %                                              | 2016 |
| Malaysia                     | 8,6 %                                               | 35,7 %                                        | 55,7 %                                              | 2016 |
| Malediven                    | 3,2 %                                               | 23,8 %                                        | 73,0 %                                              | 2016 |
| Mali                         | 40,7 %                                              | 19,0 %                                        | 40,2 %                                              | 2016 |
| Malta                        | 1,3 %                                               | 14,4 %                                        | 84,3 %                                              | 2016 |
| Marokko                      | 13,0 %                                              | 29,7 %                                        | 57,4 %                                              | 2016 |
| Mauretanien                  | 27,4 %                                              | 30,0 %                                        | 42,6 %                                              | 2016 |
| Mauritius                    | 3,5 %                                               | 21,7 %                                        | 74,8 %                                              | 2015 |
| Nordmazedonien               | 9,9 %                                               | 29,7 %                                        | 60,4 %                                              | 2016 |
| Mexiko                       | 3,8 %                                               | 32,7 %                                        | 63,5 %                                              | 2016 |
| Moldau                       | 14,1 %                                              | 21,2 %                                        | 64,7 %                                              | 2016 |
| Mongolei                     | 13,3 %                                              | 35,3 %                                        | 51,4 %                                              | 2016 |
| Montenegro                   | 10,2 %                                              | 20,5 %                                        | 69,3 %                                              | 2016 |
| Mosambik                     | 24,8 %                                              | 21,6 %                                        | 53,6 %                                              | 2016 |
| Myanmar                      | 28,2 %                                              | 29,5 %                                        | 42,3 %                                              | 2016 |
| Namibia                      | 6,7 %                                               | 31,0 %                                        | 62,3 %                                              | 2015 |
| Nepal                        | 33,0 %                                              | 14,6 %                                        | 52,4 %                                              | 2016 |
| Neuseeland                   | 4,2 %                                               | 26,5 %                                        | 69,3 %                                              | 2016 |
| Nicaragua                    | 17,3 %                                              | 26,8 %                                        | 55,9 %                                              | 2016 |
| Niederlande                  | 1,8 %                                               | 19,7 %                                        | 78,5 %                                              | 2016 |
| Niger                        | 39,9 %                                              | 19,3 %                                        | 40,9 %                                              | 2016 |
| Nigeria                      | 21,2 %                                              | 18,5 %                                        | 60,4 %                                              | 2016 |
| Norwegen                     | 2,5 %                                               | 31,7 %                                        | 65,8 %                                              | 2016 |
| Oman                         | 2,0 %                                               | 47,5 %                                        | 50,5 %                                              | 2016 |
| Österreich                   | 1,3 %                                               | 28,0 %                                        | 70,7 %                                              | 2016 |
| Osttimor                     | 19,8 %                                              | 18,5 %                                        | 61,6 %                                              | 2014 |
| Pakistan                     | 25,2 %                                              | 19,2 %                                        | 55,6 %                                              | 2016 |
| Panama                       | 2,7 %                                               | 28,1 %                                        | 69,2 %                                              | 2016 |
| Papua-Neuguinea              | 22,3 %                                              | 37,6 %                                        | 40,1 %                                              | 2016 |
| Paraguay                     | 20,0 %                                              | 30,3 %                                        | 49,7 %                                              | 2016 |
| Peru                         | 7,8 %                                               | 32,8 %                                        | 59,4 %                                              | 2016 |
| Philippinen                  | 9,7 %                                               | 30,8 %                                        | 59,5 %                                              | 2016 |
| Polen                        | 2,4 %                                               | 33,3 %                                        | 64,2 %                                              | 2016 |
| Portugal                     | 2,2 %                                               | 22,4 %                                        | 75,3 %                                              | 2016 |
| Ruanda                       | 31,5 %                                              | 17,6 %                                        | 50,8 %                                              | 2016 |
| Rumänien                     | 4,3 %                                               | 32,4 %                                        | 63,3 %                                              | 2016 |
| Russland                     | 4,7 %                                               | 32,4 %                                        | 62,8 %                                              | 2016 |
| Sambia                       | 5,3 %                                               | 35,3 %                                        | 59,4 %                                              | 2016 |
| São Tomé und Príncipe        | 12,6 %                                              | 14,9 %                                        | 72,5 %                                              | 2016 |
| Saudi-Arabien                | 2,7 %                                               | 43,3 %                                        | 54,0 %                                              | 2016 |
| Schweden                     | 1,3 %                                               | 26,0 %                                        | 72,7 %                                              | 2016 |
| Schweiz                      | 0,7 %                                               | 25,5 %                                        | 73,8 %                                              | 2015 |
| Senegal                      | 18,0 %                                              | 24,0 %                                        | 58,0 %                                              | 2016 |
| Serbien                      | 8,2 %                                               | 31,4 %                                        | 60,5 %                                              | 2016 |
| Seychellen                   | 2,6 %                                               | 14,3 %                                        | 83,0 %                                              | 2016 |
| Sierra Leone                 | 61,4 %                                              | 5,9 %                                         | 32,7 %                                              | 2016 |
| Simbabwe                     | 11,2 %                                              | 24,3 %                                        | 64,5 %                                              | 2016 |
| Singapur                     | 0,0 %                                               | 26,6 %                                        | 73,4 %                                              | 2016 |
| Slowakei                     | 3,8 %                                               | 34,8 %                                        | 61,4 %                                              | 2016 |
| Slowenien                    | 2,3 %                                               | 32,4 %                                        | 65,4 %                                              | 2016 |
| Somalia                      | 60,2 %                                              | 7,4 %                                         | 32,5 %                                              | 2013 |
| Spanien                      | 2,6 %                                               | 23,3 %                                        | 74,1 %                                              | 2016 |
| Sri Lanka                    | 8,2 %                                               | 29,6 %                                        | 62,2 %                                              | 2016 |
| Südafrika                    | 11,2 %                                              | 28,9 %                                        | 68,6 %                                              | 2016 |
| Südkorea                     | 2,2 %                                               | 38,6 %                                        | 59,2 %                                              | 2016 |
| Sudan                        | 37,5 %                                              | 20,7 %                                        | 51,8 %                                              | 2016 |
| Suriname                     | 9,9 %                                               | 31,2 %                                        | 59,0 %                                              | 2016 |
| Eswatini                     | 9,9 %                                               | 37,9 %                                        | 52,2 %                                              | 2015 |
| Tadschikistan                | 25,0 %                                              | 28,0 %                                        | 47,1 %                                              | 2016 |
| Tansania                     | 31,1 %                                              | 27,2 %                                        | 41,8 %                                              | 2016 |
| Taiwan                       | 1,8 %                                               | 35,0 %                                        | 63,2 %                                              | 2016 |
| Thailand                     | 8,3 %                                               | 35,8 %                                        | 55,8 %                                              | 2016 |
| Togo                         | 41,3 %                                              | 16,9 %                                        | 41,8 %                                              | 2016 |
| Trinidad und Tobago          | 0,6 %                                               | 35,5 %                                        | 63,9 %                                              | 2016 |
| Tschad                       | 50,1 %                                              | 14,8 %                                        | 35,1 %                                              | 2016 |
| Tschechien                   | 2,5 %                                               | 37,7 %                                        | 59,8 %                                              | 2016 |
| Tunesien                     | 10,4 %                                              | 28,2 %                                        | 61,4 %                                              | 2015 |
| Türkei                       | 6,9 %                                               | 32,4 %                                        | 60,7 %                                              | 2016 |
| Turkmenistan                 | 13,2 %                                              | 47,7 %                                        | 39,2 %                                              | 2016 |
| Uganda                       | 24,4 %                                              | 19,7 %                                        | 55,8 %                                              | 2016 |
| Ukraine                      | 13,7 %                                              | 27,1 %                                        | 59,2 %                                              | 2016 |
| Ungarn                       | 4,5 %                                               | 30,4 %                                        | 65,1 %                                              | 2016 |
| Uruguay                      | 6,8 %                                               | 28,8 %                                        | 64,4 %                                              | 2016 |
| Usbekistan                   | 17,6 %                                              | 32,9 %                                        | 49,5 %                                              | 2016 |
| Venezuela                    | 4,0 %                                               | 36,1 %                                        | 59,9 %                                              | 2016 |
| Vereinigte Arabische Emirate | 0,7 %                                               | 44,6 %                                        | 54,7 %                                              | 2016 |
| Vereinigte Staaten           | 1,1 %                                               | 20,0 %                                        | 78,9 %                                              | 2015 |
| Vereinigtes Königreich       | 0,6 %                                               | 19,2 %                                        | 80,2 %                                              | 2016 |
| Vietnam                      | 18,1 %                                              | 36,4 %                                        | 45,5 %                                              | 2016 |
| Belarus                      | 7,9 %                                               | 36,1 %                                        | 56,0 %                                              | 2016 |
| Zentralafrikanische Republik | 42,9 %                                              | 16,0 %                                        | 41,1 %                                              | 2016 |
| Zypern                       | 2,3 %                                               | 11,0 %                                        | 86,7 %                                              | 2016 |